# Лбищенский уезд
Лби́щенский уезд — административная единица в составе Уральской области и Уральской губернии. Центр — город Лбищенск.

## История
Образован в 1868 году как Калмыковский уезд Уральской области. Центром уезда была станица Калмыковская, преобразованная в 1887 году в город Калмыков. В 1899 году центр уезда был переведён в город Лбищенск, а уезд переименован в Лбищенский уезд.
В 1920 году Лбищенский уезд был упразднён, а его территория разделена между Уральским уездом и воссозданным Калмыковским уездом. Новообразованный Калмыковский уезд просуществовал до 1923 года, когда он был разделён между Джамбейтинским и Гурьевским уездами Уральской губернии.